# 1228 Скабиоза
1228 Скабиоза (1228 Scabiosa) је астероид главног астероидног појаса чија средња удаљеност од Сунца износи 2,769 астрономских јединица (АЈ).
Апсолутна магнитуда астероида је 11,5 а геометријски албедо 0,092.